# M'lang
M'lang é um município de  primeira classe de renda municipal (d) na província Cotabato, nas Filipinas. De acordo com o censo de 1 de maio  de  2020 possui uma população de 98 195 pessoas e 24 208 domicílios.